# アクセスチャージ
アクセスチャージ
1. 加入者から電気通信役務の料金を徴収する電気通信事業者が、他の電気通信事業者へ支払う通信機能の利用料金のこと。
2. パソコン通信やインターネットサービスプロバイダ、ネット上で提供される各種情報サービス等の利用料金の総称。

本項では1.について解説する。
アクセスチャージは、加入者から電気通信役務の料金を徴収する電気通信事業者が、他の電気通信事業者へ支払う通信機能の利用料金である。事業者間精算料金とも呼ばれる。接続および卸提供の形態がある。

## 第一種指定電気通信設備
第一種指定電気通信設備とは、他の事業者の事業展開上不可欠な設備として総務大臣が指定したものである。2007年1月現在、固定電話について都道府県ごとに総回線数の50%・携帯電話について総回線数の25%を超える物が電気通信事業法施行規則において定められている。
相互接続のための条件や料金等を定めた接続約款を作成・公開し、認可を得なければいけないことになっている（いわゆる「ドミナント規制」）。

### 算定方式
競争中立のため各種算定方式が、設定される。
| 算定方式                            | 算定方式                            | 概要 | 対象となる主な接続機能                                                               |
| ----------------------------------- | ----------------------------------- | --- | ------------------------------------------------------------------------------------ |
| 実際費用方式                        | 実績原価方式                        | 前々年度の実績需要費用に基づき算定 当年度の実績値が出た段階で それにより算定した場合との乖離分を翌々年度の費用に調整額として加算 | 加入者回線（ドライカッパ、ラインシェアリング） 中継光ファイバ回線 専用線 公衆電話 等 |
| 実際費用方式                        | 将来原価方式                        | 新規かつ相当の需要増加が見込まれるサービスに係る設備に適用 原則５年以内の予測需要・費用に基づき算定                              | 加入者回線（光ファイバ） NGN                                                         |
| 長期増分費用方式 LRIC               | 長期増分費用方式 LRIC               | 仮想的に構築された効率的なネットワークのコストに基づき算定 前年度下期＋当年度上期の通信量を使用                                  | 公衆交換電話網（加入者電話交換機等）                                                 |
| 事業者向け割引料金 キャリアズレート | 事業者向け割引料金 キャリアズレート | 小売料金から営業費相当分を控除したものを接続料とする                                                                             | ISDN加入者回線(INS1500) 専用線                                                       |

### 設定単位
総務省令で定める機能の単位で接続料が設定されている。
接続料の体系は、制度上、一種設備管理運営費の発生の態様を考慮し、回線容量・回線数・通信回数・通信時間又は距離等を単位とし、社会的経済的にみて合理的なものとなるように設定するとされている。
| 接続料の設定単位（例） 通信量（需要）の測定単位 | 接続料の設定単位（例） 通信量（需要）の測定単位 | 対象となる接続機能の例 （カッコ内は通称） |
| ----------------------------------------------- | ----------------------------------------------- | --- |
| 回線容量                                        | 例）672回線（50Mbps相当）ごと                   | 加入者交換機接続伝送専用機能（GC-POI間回線） |
| 回線容量                                        | 例）24回線（1.5Mbps相当）ごと                   | 中継伝送専用機能（IC-POI間回線） |
| 回線数                                          | 1回線ごと                                       | 一般帯域透過端末回線伝送機能（ドライカッパ） 帯域分割端末回線伝送機能（ラインシェアリング） 光信号端末回線伝送機能（加入光ファイバ） （シェアドアクセス方式の場合は、主端末回線１芯線ごと） |
| 通信回数                                        | 1通信ごと                                       | 優先接続機能（マイライン） |
| 通信回数                                        | 1案内ごと                                       | 電話番号案内機能（番号案内データベース・装置） |
| 通信時間                                        | 1秒ごと                                         | 加入者交換機能（GC交換機）、中継交換機能（IC交換機） 公衆電話機能（公衆電話機） |
| 距離                                            | 1回線・1メートルごと                            | 一般光信号中継伝送機能（中継ダークファイバ） 光信号局内伝送機能（局内ダークファイバ） |
| 装置数                                          | 1装置ごと                                       | 一般収容ルータ接続ルーティング伝送機能（NGNの収容局接続） |
| 通信量                                          | 1Mbitごと                                       | 一般中継ルータ優先パケットルーティング伝送機能（NGNの優先パケット転送） |

マスコミ等で取り上げられる場合は、通話1回毎に発生する料金（セットアップ料金）と通話時間1秒毎に発生する従量制の料金とを、合計した「3分何円」のモデル料金の形で紹介されることが多い。

## その他電気通信設備
アクセスチャージの金額は、通常、電気通信事業者間の相互接続協定書の中で個別に定められ、その金額は非公開とされるのが原則である。

## 支払い
中継電話の場合は、発信側・着信側の双方でほとんどの場合NTT東日本もしくはNTT西日本の電話回線を利用する必要があることから、ユーザとの契約主体である中継電話事業者は発信側・着信側それぞれについてNTT東西にアクセスチャージを支払う必要がある。また直収電話や携帯電話においても事情は同様で、例えばauユーザがNTTドコモの携帯電話に通話するケースでは、au側（KDDI）が着信側のNTTドコモの網を利用する必要があるため、ドコモに対してアクセスチャージを支払うことになる。
PHSから発信した場合、電話先が携帯電話以外では明示的にアクセスチャージ（1通話に付き10.5円）が発生する。PHSから一部の直収電話（電力系通信事業者・ベライゾンジャパンなど。ウィルコムはこれに加えて、エヌ・ティ・ティ・コミュニケーションズ・ソフトバンクテレコムなど、NTT東西やKDDI、CATV電話以外のほとんどに発呼する際に徴収される）に電話した場合など、通常の通話料金に加えアクセスチャージとしてユーザから追加料金（1通話に付き21円）を徴収するケースもある。
ISDNと通常の固定電話（アナログ式）では金額が異なるほか、相互接続をGC局・ZC局などどのレベルで行うのかによっても金額が変わってくる。
2022年6月には、NTTドコモの定額かけ放題プランを悪用し、NTTドコモからアクセスチャージを組織的に詐取したとして、通信事業会社社長らが逮捕される事件が発生した。

## 接続制度の変遷
1994年に中継電話サービスにおいてエンドツーエンド料金（ユーザとの契約主体となる事業者が全ての料金を決定する方式）が導入された際に合わせて本格的に導入された。
1997年に、すべての第一種電気通信事業者が、原則として接続の請求に応じなければならないとされた。
2000年に、長期増分費用方式が導入された。